# Diecezja orańska
Diecezja orańska (łac. Dioecesis Oranensis, fr. Diocèse d'Oran) – rzymskokatolicka diecezja ze stolicą w Oranie w Algierii. Biskupstwo jest sufraganią archidiecezji algierskiej.
W 2016 w diecezji służyło 16 braci i 41 sióstr zakonnych.

## Historia
25 lipca 1866 papież Pius IX bullą Supremum pascendi erygował diecezję orańską. Dotychczas wierni z tych terenów należeli do diecezji algierskiej (obecnie archidiecezja algierska).
Po przegranej Francuzów w wojnie algierskiej i uzyskaniu niepodległości przez Algierię w 1962 nastąpiła masowa ucieczka Europejczyków i co za tym szło znaczny spadek liczby katolików. W 1950 statystyki diecezjalne wyglądały następująco:
- ok. 355 000 wiernych (17,8%) społeczeństwa
- 155 kapłanów (103 diecezjalnych i 52 zakonnych)
- 102 parafie.

Podczas gdy w 1970:
- ok. 13 500 wiernych (0,5%) społeczeństwa
- 69 kapłanów (43 diecezjalnych i 26 zakonnych)
- 25 parafii.